# アーチボルド・ケネディ (第4代エイルザ侯爵)

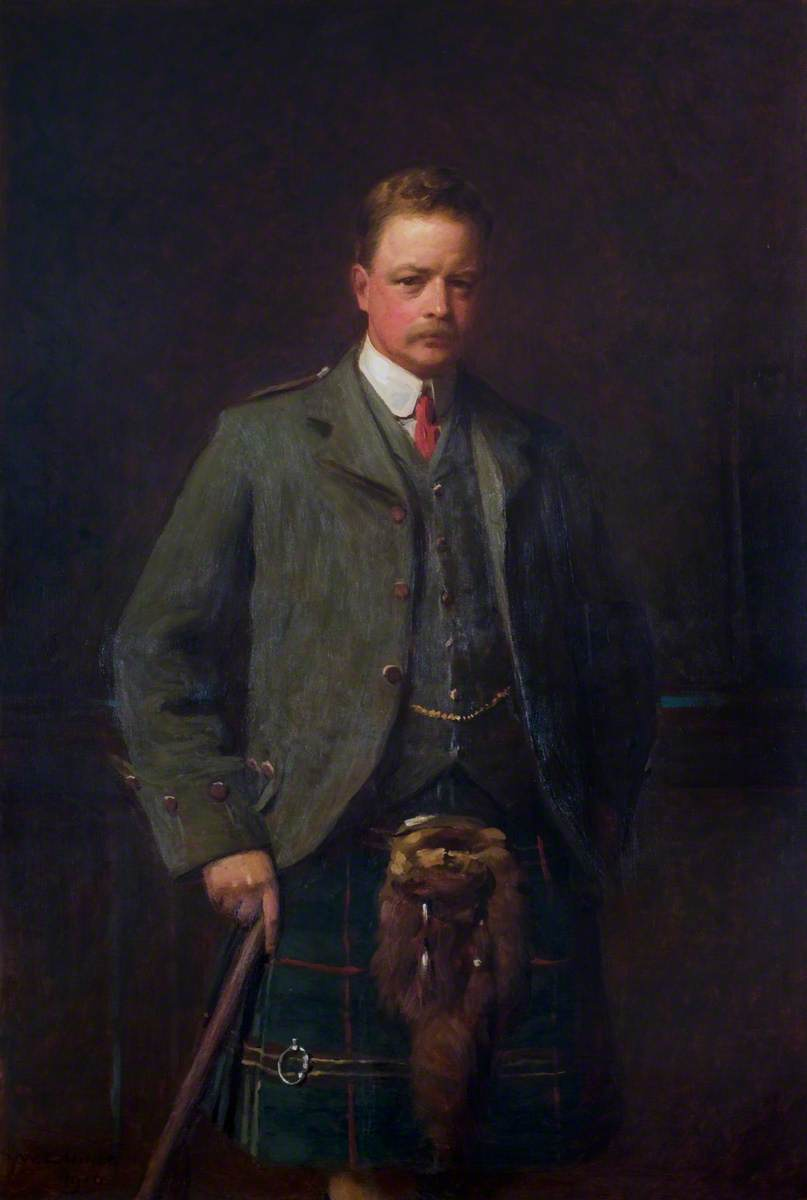
ウィリアム・エドワーズ・ミラー（William Edwards Miller）による肖像画、1910年。

第4代エイルザ侯爵アーチボルド・ケネディ（英語: Archibald Kennedy, 4th Marquess of Ailsa FRSGS、1872年5月22日 – 1943年2月27日）は、イギリスの貴族、弁護士、軍人。1872年から1938年までカセルス伯爵の儀礼称号を使用した。

## 生涯
第3代エイルザ侯爵アーチボルド・ケネディと1人目の妻エヴリン（Evelyn、旧姓ステュアート（Stuart）、1848年6月24日 – 1888年7月26日、第12代ブランタイヤ卿チャールズ・ステュアートの娘）の長男として、1872年5月22日にバークリー・スクエアで生まれた。イートン・カレッジで教育を受けた後、1890年6月17日にケンブリッジ大学トリニティ・カレッジに入学した。ほかにもエディンバラ大学にも通った。1897年にスコットランドにおけるアドボケイト資格を取得、エディンバラで弁護士業に従事した。
1890年4月5日、ロイヤル・スコッツ・フュジリアーズ第3大隊（民兵大隊）の少尉（Second Lieutenant）に任命された。1892年7月9日に中尉に、1900年1月7日に大尉に昇進した。第二次ボーア戦争では南アフリカに派遣されて参戦、1900年5月28日に南アフリカにおける陸軍中尉の臨時階級を与えられた。1902年4月26日から7月16日までは南アフリカにおける陸軍大尉の臨時階級を与えられた。1907年7月15日、名誉階級として少佐に昇進した。1910年12月3日に正式に少佐に昇進した。1913年7月5日に引退したが、第一次世界大戦の勃発に伴い1914年9月1日に大尉として復帰、戦後の1920年5月27日に再び引退した。1930年3月26日、ロイヤル・スコッツ・フュジリアーズ第4、第5大隊の名誉隊長（大佐）に任命された
1898年1月4日にエアシャーの副統監に任命された。ほかにもエアシャーの治安判事を務めた。
フリーメイソンの一員だった。
Gaelic Society of Inverness、王立ケルト協会（Royal Celtic Society）会長を務め、王立スコットランド地理協会フェローにも選出された。
1935年にジョージ5世国王シルバージュビリーメダルを、1937年にジョージ6世国王戴冠記念メダルを授与された。
1938年4月9日に父が死去すると、エイルザ侯爵位を継承した。
1943年2月27日にエディンバラで死去した。子女がおらず、爵位は弟チャールズが継承した。

## 家族
1903年4月30日、フランシス・エミリー・マクタガート＝ステュアート（Frances Emily McTaggart-Stewart、1949年10月29日没、初代準男爵サー・マーク・マクタガート＝ステュアートの三女）と結婚したが、2人の間に子供はいなかった。